# Kościół Niepokalanego Serca Najświętszej Maryi Panny w Murzynowie
Kościół pw. Niepokalanego Serca Najświętszej Maryi Panny w Murzynowie – katolicki kościół filialny znajdujący się w Murzynowie (gmina Skwierzyna). Należy do parafii św. Mikołaja Biskupa w Skwierzynie.

## Historia
Świątynia poewangelicka, ceglana, tynkowana, pochodząca z lat 1834-1837, z wieżą i absydą dobudowanymi w 1883 lub 1893. Murowany, jednonawowy z węższym prezbiterium. Okna i blendy uskokowe i dach dwuspadowy. Reprezentuje styl arkadowy zwany też okrągłołukowym (Rundbogenstil). Pierwszy kościół ufundował w tym miejscu Antoni Jabłonowski – ostatni starosta międzyrzecki i kasztelan krakowski w 1774.

### Po II wojnie światowej
Po II wojnie światowej powiększono w obiekcie okna. Stolarka okienna i witraże są powojenne. W 2013 rozpoczęto remont wieży ze środków unijnych. Przed głównym wejściem rośnie dąb o obwodzie 480 cm. Misje święte odbyły się w 2012, o czym informuje tabliczka na krzyżu misyjnym.

## Galeria

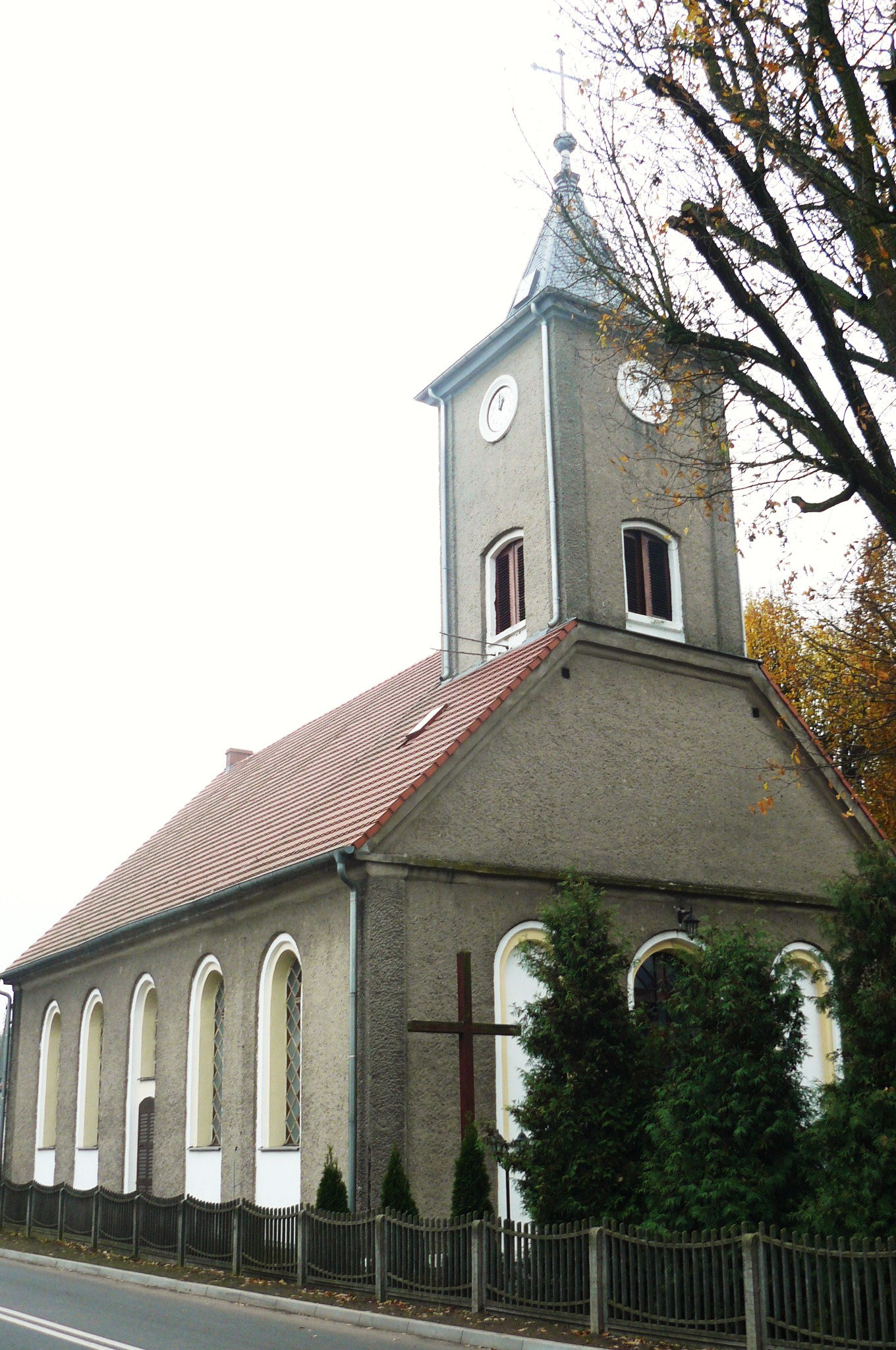
Wieża
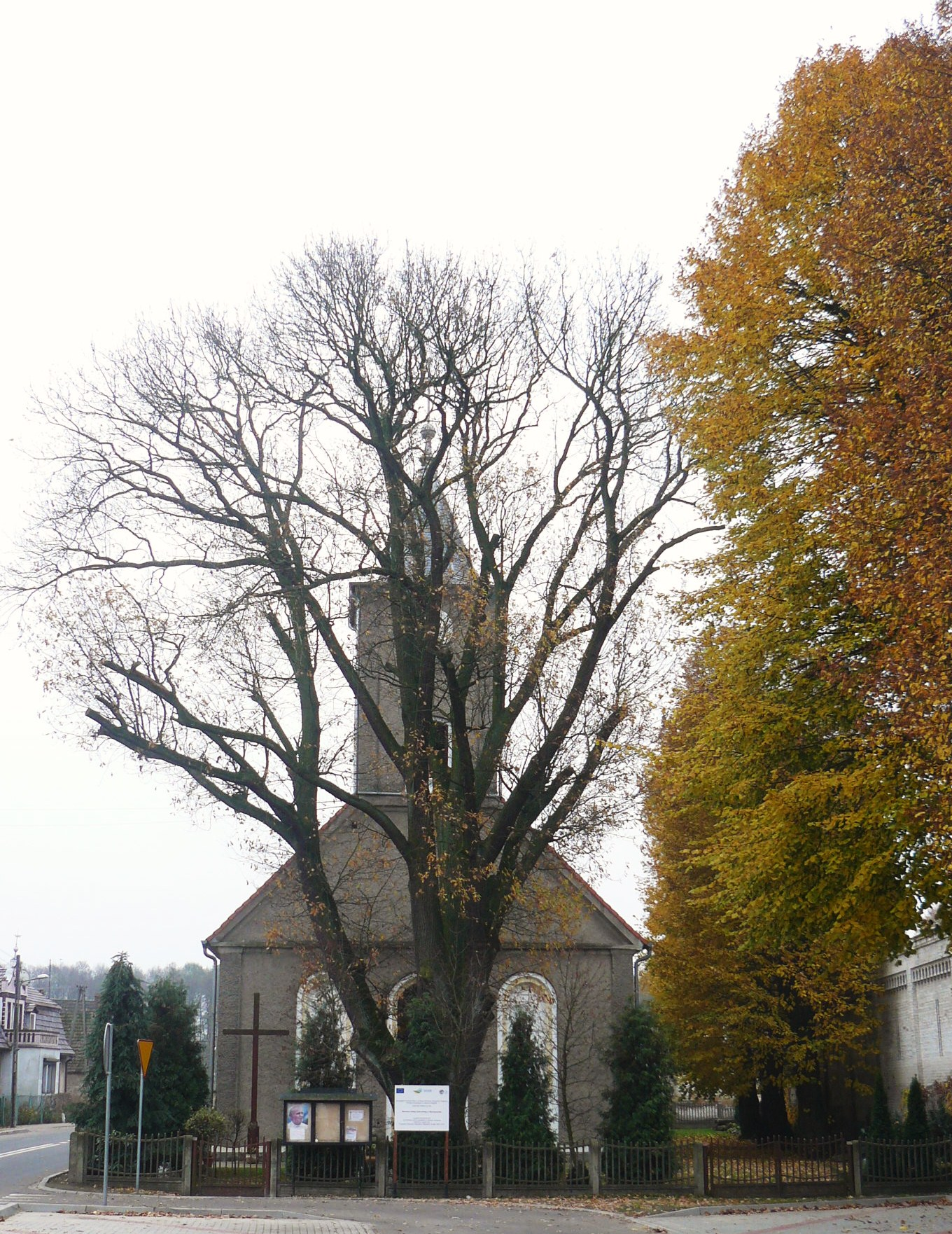
Dąb
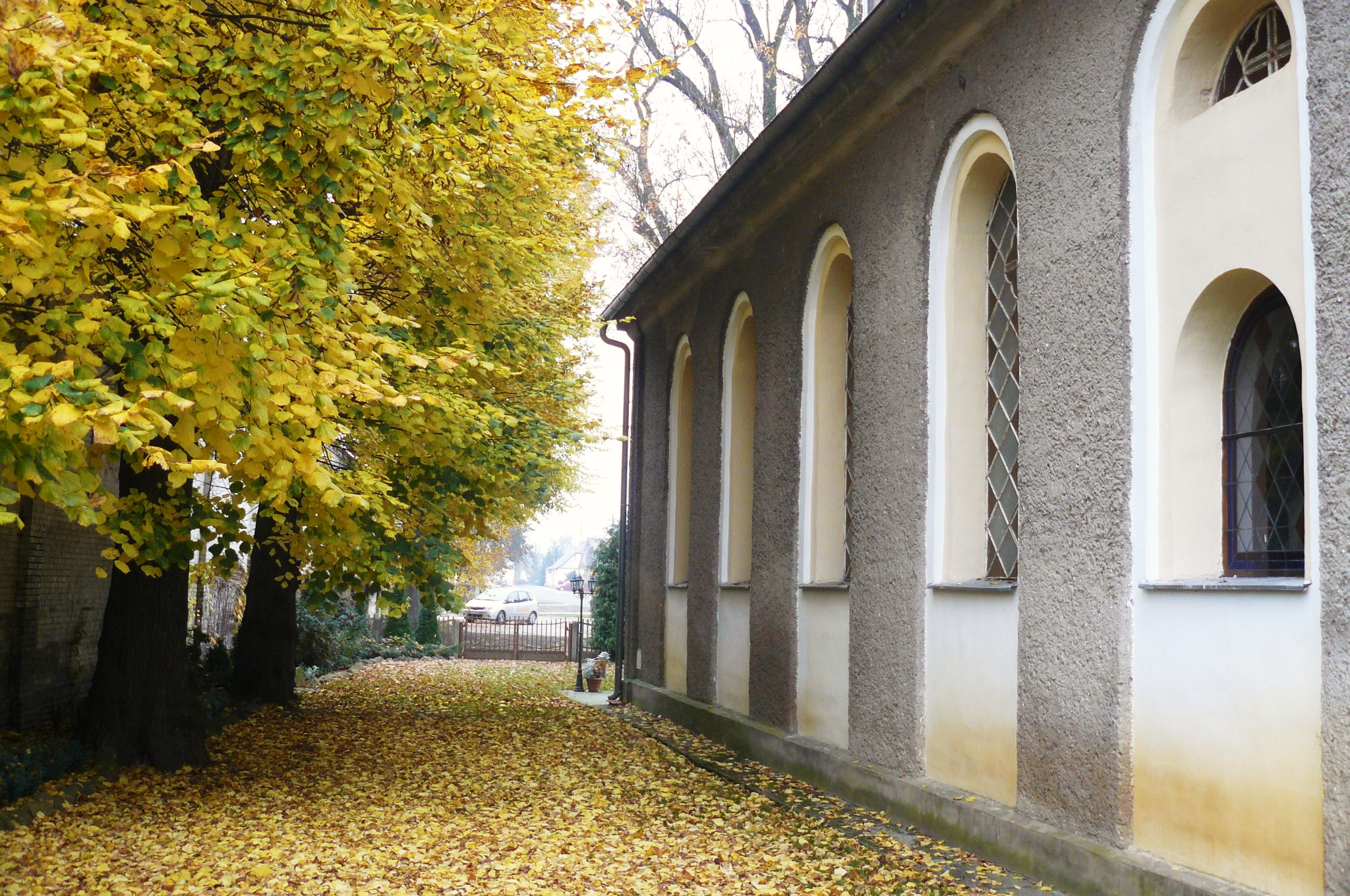
Elewacja boczna